# Nazionale maschile di pallacanestro della Corea del Nord
La nazionale di pallacanestro del Corea della Nord è la rappresentativa cestistica della Corea del Nord ed è posta sotto l'egida della Federazione cestistica della Corea del Nord.

## Piazzamenti

### Campionati asiatici
- 1991 - 5°
- 1993 -  2°
- 1999 - esclusa dal torneo
- 2001 - ritirata

### Giochi asiatici
- 1974 - 4°
- 1978 -  3°
- 1982 - 5°
- 1990 - 8°
- 2002 - 5°

- 2010 - 8°

## Formazioni

### Giochi asiatici
Pallacanestro agli VIII Giochi asiaticiAn, Ja, Jo, Kim J., Kim Mu., Kim My., O H., O T., Ri E., Ri G., Ri J., So, All. -